# Siréna (seriál)
Siréna (v anglickém originále Siren, původní název The Deep) je americký dramatický televizní seriál, který měl premiéru 29. března 2018 na stanici Freeform. První řada seriálu má celkem 10 dílů. V Česku měl seriál premiéru 22. dubna 2018 na stanici HBO. Dne 15. května stanice objednala druhou řadu, která bude mít 16 dílů. Ta měla premiéru 24. ledna 2019.
Dne 14. května 2019 bylo oznámeno, že seriál získá třetí řadu. Ta měla premiéru 2. dubna 2020. Seriál byl v srpnu 2020 zrušen, ale bude možná obnoven.

## Obsazení

### Hlavní role
- Alex Roe jako Benjamin Gregory "Ben" Pownall
- Eline Powell jako Ryn
- Ian Verdun jako Xander McClure
- Rena Owen jako Helen Hawkins
- Fola Evans-Akingbola jako Maddie Bishop
- Sibongile Mlambo jako Donna (1. řada)
- Tiffany Londsdale jako Tia (3. řada)

### Vedlejší role
- Curtis Lum jako Calvin
- Chad Rook jako Chris Mueller[7]
- Ron Yuan jako Aldon Decker
- Gil Birmingham jako Dale Bishop, šerif
- Garcelle Beauvais jako Susan Bishop
- David Cubitt jako Ted Pownall
- Sarah-Jane Redmond jako Elaine Pownall, Benova matka
- Tammy Gillis jako náměstkyně Marissa Staub
- Hannah Levien jako Janine, Calvinova přítelkyně
- Andrew Jenkins jako Doug Pownall, Benův bratr
- Anthony Harrison jako admirál Harrison
- Aylya Marzolf jako Katrina[2]
- Sedale Threatt Jr. jako Levi[2]

## Seznam dílů
| Řada | Díly | Premiéra v USA  | Premiéra v USA  |
| Řada | Díly | První díl       | Poslední díl    |
| ---- | ---- | --------------- | --------------- |
| 1    | 10   | 29. března 2018 | 24. května 2018 |
| 2    | 16   | 24. ledna 2019  | 1. srpna 2019   |
| 3    | 10   | 2. dubna 2020   | 28. května 2020 |

## Ocenění a nominace
| Rok  | Ocenění            | Kategorie                    | Nominovaní | Výsledek |
| ---- | ------------------ | ---------------------------- | ---------- | -------- |
| 2018 | Teen Choice Awards | televizní objev roku: seriál | Siréna     | nominace |